# 베라 자술리치

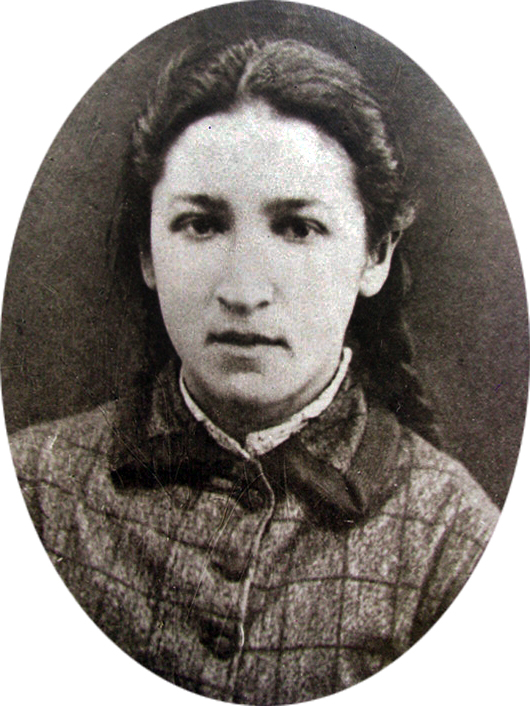
베라 자술리치

베라 이바노브나 자술리치(러시아어: Ве́ра Ива́новна Засу́лич, 1849년 8월 8일 - 1919년 5월 8일)는 러시아의 사회주의자, 혁명가이다.
러시아 제국 스몰렌스크 현 미하일롭카에서 몰락한 하급귀족 슬하 4자매 중 한 명으로 태어났다. 3살 때 부친이 사망하자 모친은 뱌콜로보의 부유한 친척인 미쿨리치 가에 딸을 맡겼다. 1866년 고등학교를 졸업한 뒤 상트페테르부르크로 가서 출납계원으로 일했다. 이후 혁명사상에 동조하게 되어 공장 노동자들에게 야학을 가르치고 혁명 지도자 세르게이 네차예프와 접선했다가 이것이 빌미가 되어 1869년 투옥된다.
1873년 석방된 자술리치는 키예프에 정착해 미하일 바쿠닌의 무정부주의를 따르는 혁명집단 키예프 반역군에 가입했고 열성 지도자가 되었다.
1877년 7월, 정치범 알렉세이 보골류보프가 상트페테르부르크 지사 표도르 트레포프 대령 앞에서 모자를 벗지 않았다는 이유로 태형을 당했다. 트레포프는 1830년과 1863년 폴란드 독립운동을 유혈진압한 것으로 유명한 인물이었다. 트레포프 사건은 혁명분자뿐 아니라 그들에게 동정적이던 인텔리겐치아들까지 분노케 했다. 혁명분자 여섯 명이 트레포프를 죽일 음모를 꾸몄는데, 자술리치가 가장 먼저 행동에 나셨다. 자술리치는 마리아 콜렌키나와 함께 인민주의의 적으로 지목된 정부 요인을 두 명 암살할 계획을 세웠는데, 표적 중 한 명은 193인 재판 담당검사였던 블라디슬라프 젤레콥스키였는데, 트레포프의 보골류보프 태형 사건이 일어나자 제2표적을 트레포프로 정했다.
193인 재판의 평결을 기다리던 중이었던 1878년 1월 24일, 두 여자는 각자 표적을 찾아갔다. 콜렌키나의 젤레콥스키 암살 시도는 실패했지만 자술리치는 브리티시 불도그 리볼버로 트레포프에게 치명상을 입혔다.
자술리치는 재판에 부쳐졌고, 배심원단은 자술리치의 무죄를 결정했다. 이 재판 결과는 알렉산드르 2세의 사법개혁의 효용성을 의심케 했다. 자술리치의 변호인은 트레포프 대령의 암살자가 될 수도 있었던 피고인이 아닌 트레포프 대령이 기소의 대상이 되어야 된다고 주장했고 이 주장이 일부 먹혀들어 트레포프와 정부측이 오히려 죄가 있는 것처럼 받아들여지게 되었다.
자술리치는 풀려났으나 다시 붙잡혀 재기소당하기 전에 도피했고, 러시아 사회의 인민주의자 및 혁명분자들 사이에 영웅이 되었다.
스위스로 도피한 자술리치는 마르크스주의자로 전향했고 1883년 게오르기 플레하노프, 파벨 악셀로드와 함께 노동해방단이라는 조직을 만들었다. 노동해방단에서 자술리치는 카를 마르크스의 저술 다수를 러시아어로 번역하는 일을 했고, 이는 1880년대-1890년대 러시아 지식인들 사이에 마르크스주의의 영향력이 증대하는 효과를 낳았다. 이는 1898년의 러시아 사회민주노동당(RSDLP) 창당으로 이어지게 된다. 신세대 러시아 마르크스주의자인 율리우스 마르토프, 블라디미르 레닌, 알렉산드르 포트레소프가 스위스의 자술리치, 플레하노프, 악셀로드와 합류했다. 양 집단 간의 긴장에도 불구하고 여섯 명은 함께 마르크스주의 신문 이스크라를 창간하고 그 편집주간이 되었다. 이들은 러시아의 온건 마르크스주의자(소위 "경제주의자")들 및 마르크스주의자에서 자유주의자로 전향한 표트르 스트루베, 세르게이 불라가코프 등에 반대했으며 1900년-1903년 대부분을 이스크라 지면에서 그들을 공격하는 데 보냈다.
1903년 브뤼셀과 런던에서 열린 RSDLP 제2차 전당대회에서 친이스크라파가 당권을 장악했다. 그러나 대회 도중 이스크라 지지파들 사이에 예상치 못한 분열이 일어났고 다시 두 개 파벌로 갈라지게 되었는데 바로 레닌의 볼셰비키와 마르토프의 멘셰비키다. 자술리치는 멘셰비키 편에 섰다. 1905년 2월 혁명 이후 자술리치는 러시아로 돌아왔으나 그녀의 혁명적 의지는 시들해져 있었다. 1914년 초 자술리치는 옛 동료 플레하노프의 예딘스트보파에 들어갔다. 이 소수 정파에서 자술리치는 제1차 세계 대전 참전을 지지하고 1917년 10월 혁명에는 반대했다. 러시아 내전이 한창이던 1919년 5월 8일 페트로그라드에서 죽었다.
레온 트로츠키는 1900년 쓴 책 《레닌》에서 자술리치를 호의적으로 평가했다.

## 참고 자료
- Jay Bergman. Vera Zasulich: A Biography, Stanford University Press, 1983, ISBN 0-8047-1156-9, 261p.
- Ana Siljak. Angel of Vengeance: The "Girl Assassin," the Governor of St. Petersburg, and Russia's Revolutionary World, St. Martin's Press, 2008, ISBN 978-0-312-36399-4, 370p.
- Five Sisters: Women Against the Tsar, eds. Barbara A. Engel, Clifford N. Rosenthal, Routledge, 1975, reprinted in 1992, ISBN 0-415-90715-2, pp. 61–62.